# Apypema yara
Apypema yara är en skalbaggsart som beskrevs av Maria Helena M. Galileo och Martins 1992. Apypema yara ingår i släktet Apypema och familjen långhorningar. Inga underarter finns listade.